# Эверон
Эверон — река в России на острове Сахалин, крупнейшем острове России. Река протекает через город Долинск. Впадает в Залом в 0,6 км по правому берегу реки Залом. Длина Эверона — 10,5 км.
Весной, ежегодно проводится акция «Чистый берег». Волонтеры чистят берега реки Эверон в городской части Долинска.

## Данные водного реестра
По данным государственного водного реестра России относится к Амурскому бассейновому округу. Речной бассейн — бассейны рек острова Сахалин. Водохозяйственный участок — Водные объекты острова Сахалин без бассейна р. Сусуя.
Код водного объекта 20050000212199000000060.